# Něnci

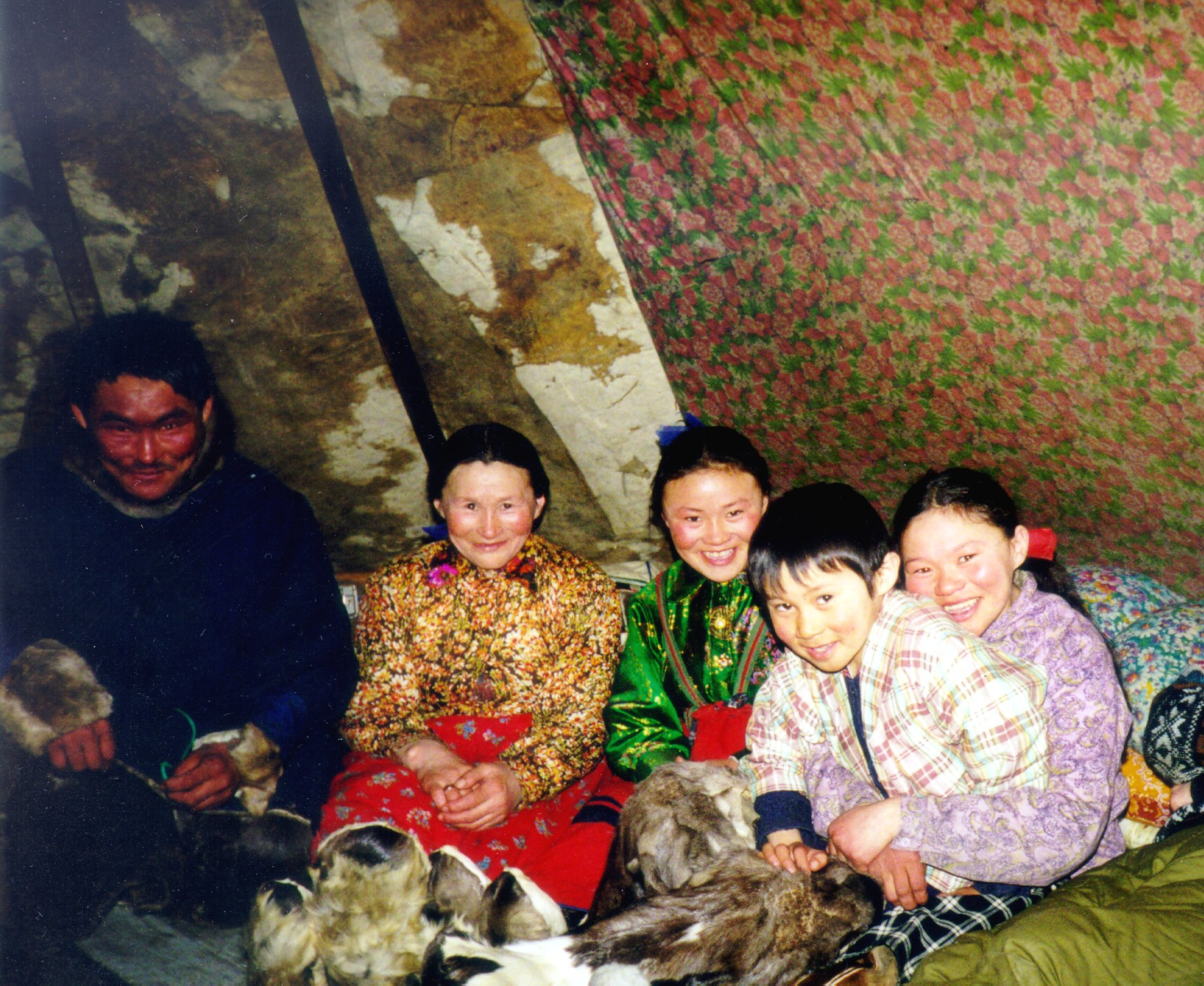
Něnecká rodina

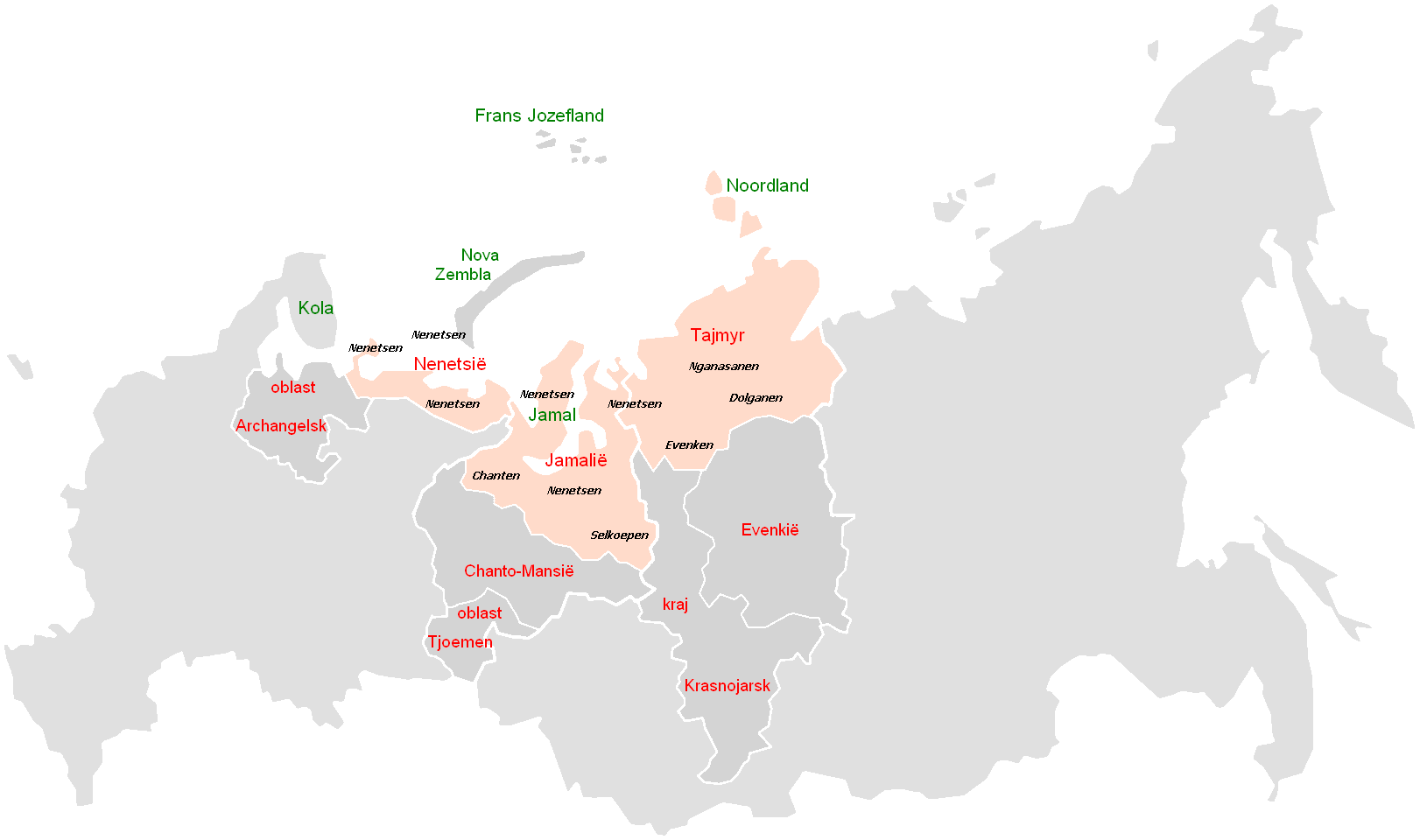
Mapa výskytu Něnců v rámci Ruské federace

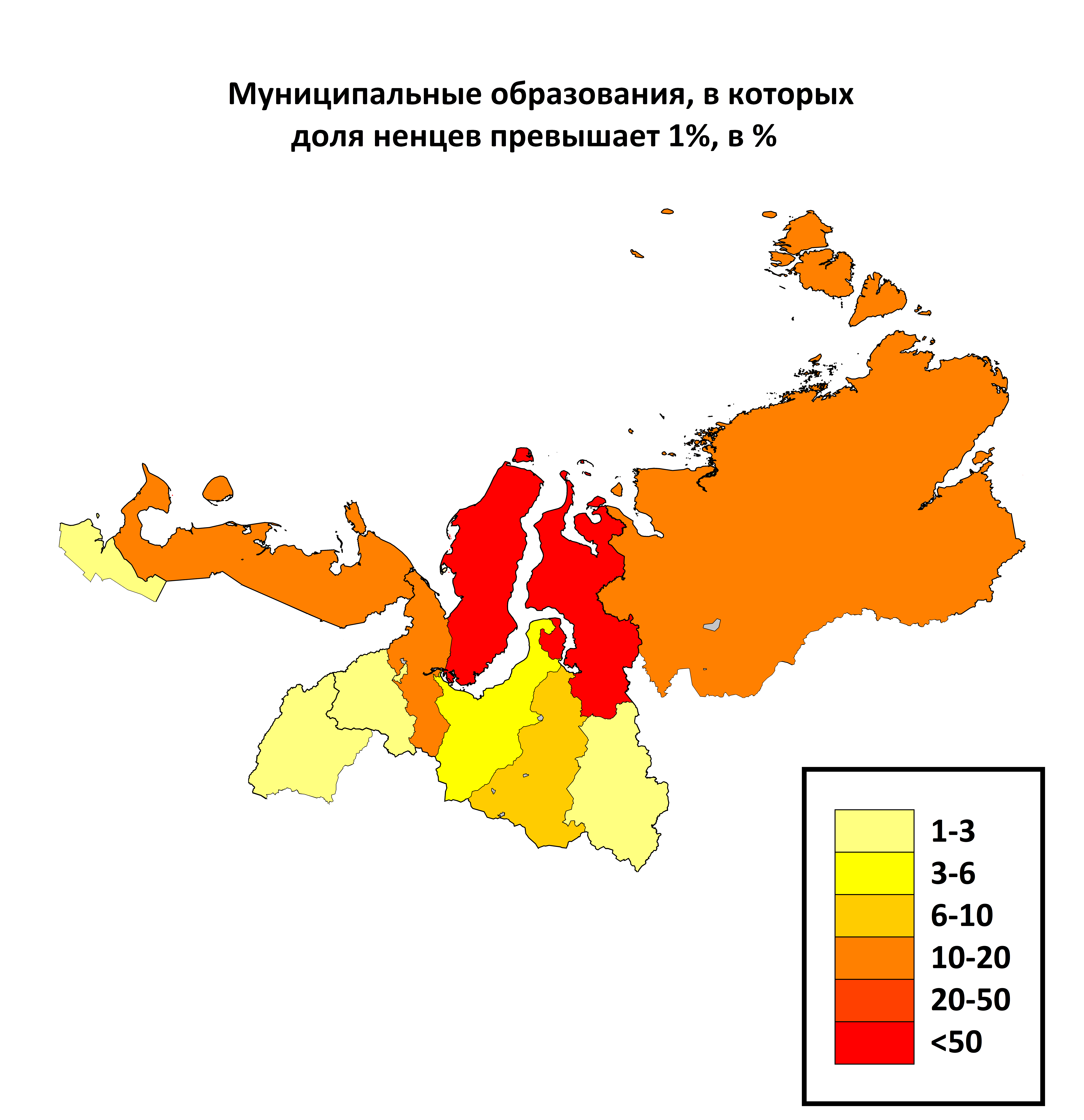
Oblasti s podílem Něnců nad 1 %, podle sčítání z roku 2010

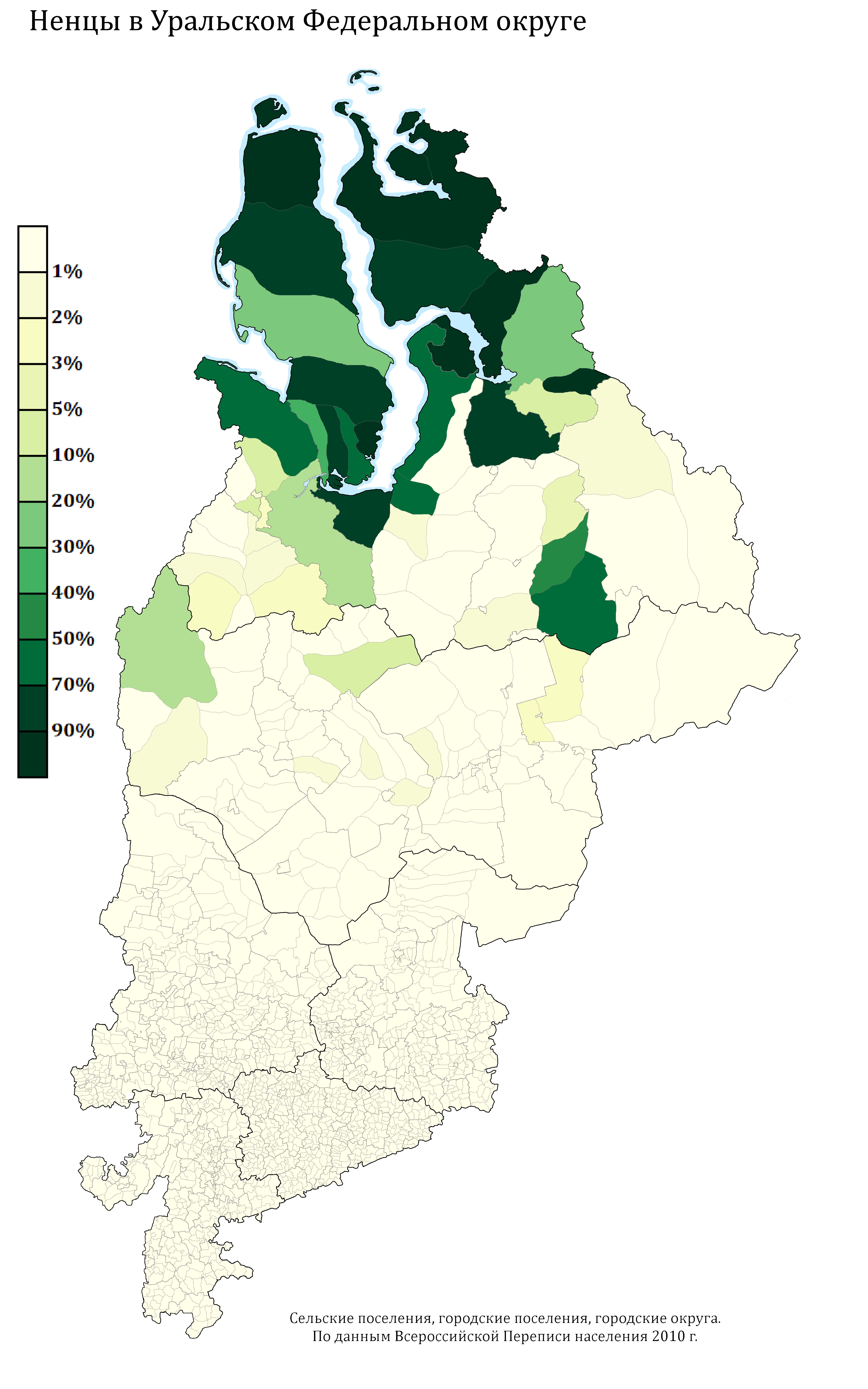
Podíl Něnců v Uralském federálním okruhu podle sčítání z roku 2010

Podíl Něnců v Sibiřském federálním okruhu podle sčítání z roku 2010

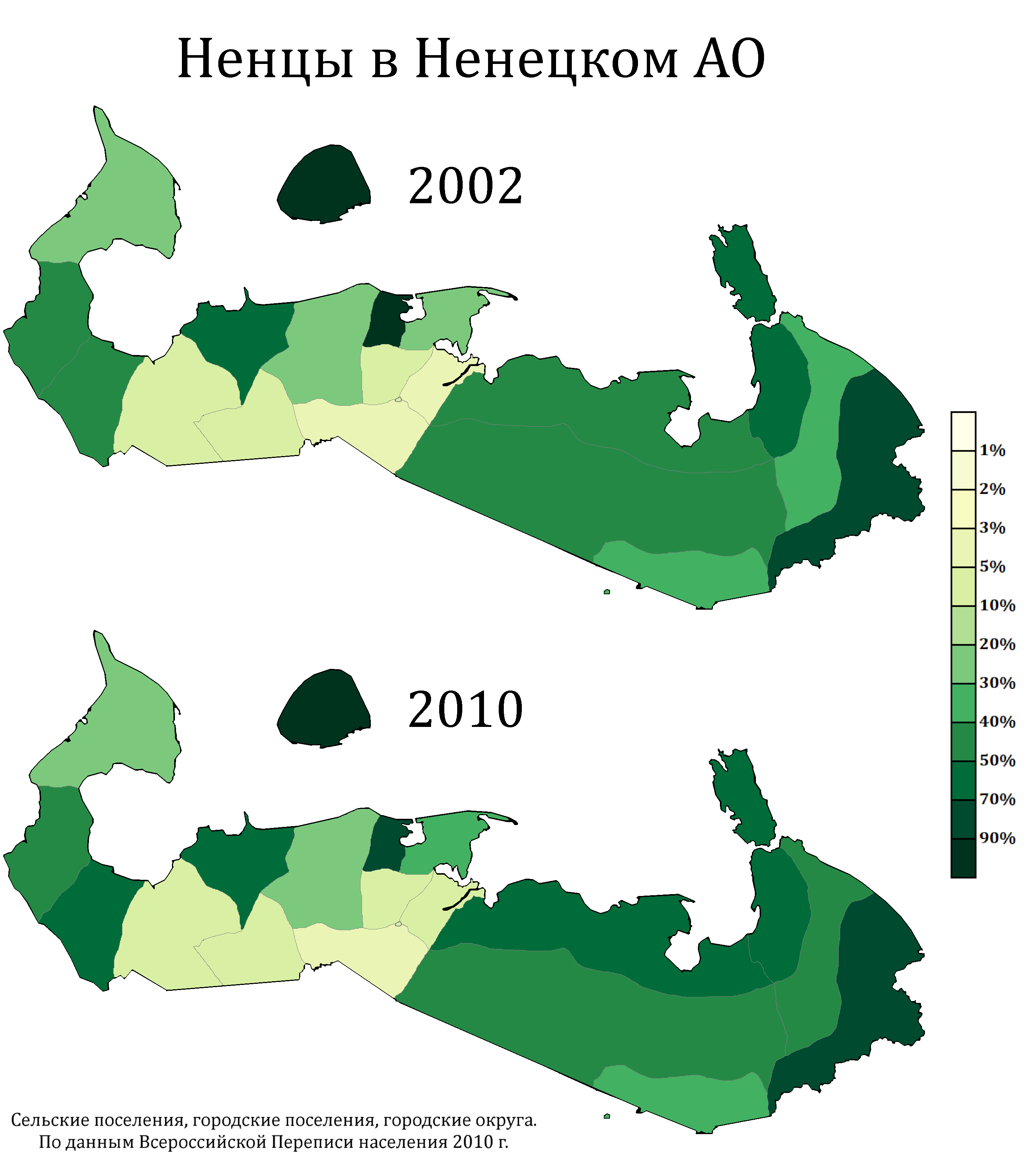
Podíl Něnců v Něneckém autonomním okruhu podle sčítání z roku 2010

Něnci (rusky ненцы, něnecky ненэй ненэч (něnej něneč, doslova „skutečný člověk“)) jsou malá etnická skupina v Rusku. Podle posledního sčítání lidu k 1. 1. 2021 se k této národnosti přihlásilo 49 646 lidí. V širším smyslu sem patří i Enci. Starší název pro Něnce žijící u Obu, který je však vnímán jako urážlivý, je Samojedi/Samodijci (slovo má ale i jiné významy, viz heslo Samojedi) a pro Něnce žijící u Jeniseje je Jurakové.

## Historie
K prvním kontaktům mezi Něnci a Rusy došlo už na konci 11. století, ale k intenzivnějším stykům došlo až v důsledku ruské kolonizace Sibiře a severu v 16. století, kdy Rusové na území Něnců začali stavět pevnosti (např. Obdorsk, Surgut, Mangazeja, Turuchansk) a vybírat tzv. jasak – daň v kožešinách. Něnci nemají nic společného s Němci nebo Německem.

## Rozšíření
Něnci tradičně obývají severozápad Sibiře a nejzazší severovýchod evropského Ruska od poloostrova Jamalu po poloostrov Tajmyr. Malá část Něnců žije i na souostroví Nová země. Jejich jazykem je něnečtina.

## Způsob života
Podle způsobu života se Něnci dělí na tundrové Něnce, jichž je většina a menší skupinu lesních Něnců, žijících na dolním Obu. Tundroví Něnci byli tradičně kočovnými pastevci sobů, případně lovci divokých sobů, naproti tomu pro lesní Něnce měl větší význam lov kožešinové zvěře a rybolov. Při chovu sobů Něnci používají pastevecké psy, sobí laně se většinou nedojí a sobi nejsou nikdy používáni k jízdě.

### Obydlí
Tradičním obydlím je kuželovitý stan čum (něnecky mja), v létě pokrytý pláštěm z březové kůry (nebo v současné době i celtou) a v zimě sobími kožešinami. Dalším druhem staveb jsou zásobárny na kůlech, do nichž se ukládá jídlo (zejména sušené maso a ryby), ale i kožešiny.

### Oděv
Tradiční oděv se nazývá malica a je to dlouhá bunda z jedné nebo dvou vrstev sobí kožešiny, často s přišitou kapucí. K ní se nosily kožené kalhoty a kožené nebo kožešinové boty (torbazy nebo pimy), které se často šily z kožešiny sobích nohou nebo z kůže tuleňů a medvědů. Do nich se v zimě pro lepší tepelnou izolaci nosily vložky z mechu nebo sena. Oděv měl u obou pohlaví podobný střih. Zejména ženský oděv byl bohatě zdobený nášivkami z jinak zbarvených kožešin, někdy i měděným kováním, kousky perleti nebo skleněnými korálky. Dnes jej Něnci nosí už pouze v zimním období, v létě dávají přednost evropskému oděvu.

### Doprava
Dopravním prostředkem jsou saně zvané narty tažené soby, na nichž Něnci v minulosti jezdili po bažinaté tundře i v létě. Lovci, zejména lovci lesních Něnců, jezdili v zimě na lyžích, které byly celodřevěné (pjaj lamba) nebo byla skluznice opatřena sobí kožešinou (choba lamba), někdy pásy z tulení kůže. V blízkosti řek vyráběli Něnci dlabané loďky.

### Strava a kuchyně
Základní potravinou Něnců je sobí maso, které se jí syrové, mražené, vařené nebo sušené. Dále se jedí vnitřnosti, krev, tuk, ryby. Rostlinnou stravu zastupují hlavně bobule, případně oddenky, výhonky a nať tundrových rostlin, jako je krvavec toten, mochna nebo lžičník. Pod vlivem Rusů se Něnci naučili péct placky a pít čaj. Těsto na placky bývá často zadělané sobí krví a tukem či mozkem.

## Původ jména
Příslušníci tohoto severského národa se od nepaměti mezi sebou nazývali slovem Něnec, což v překladu znamená člověk. V sovětských dobách se toto označení začalo používat i v ruštině.
Dřívější ruské pojmenování severského národa – Samojedi – je vnímáno jako potupné. Jeho původ není jasný. Podle staré kozácké legendy vznikl tento název podle toho, že Něnci pojídali teplé, pružné a ještě nevystydlé srdce poražených nepřátel, aby nepřítel neožil a aby jeho síla přešla na vítěze. Podle jiných hypotéz toto potupné označení pochází z finského Suomi – Finové, nebo je to zkomolení slova sjomgojed – člověk, který se živí rybou sjomgou. Nejpravděpodobněji pochází slovo samojed od loparského saam-iedna –- země Saamů. Sami Něnci se přidržují domněnky, že původní ruské označení vzniklo ze dvou ruských slov: sam a jedin – tedy jeden domorodec proti přírodě, jeden proti jednomu, jeden samotář.

## Náboženství a tradice
Tradičním náboženstvím byl šamanismus, založený na dualistické kosmologii. Nejvyššími božstvy jsou dobrý nebeský bůh Num a jeho syn, zlý vládce podzemního světa Nga. Uctívaná byla také Ja Nebia, bohyně země, plodnosti a žen. Mimoto uctívají i různé dobré (Tadebciu) a zlé (Ngyleka) místní duchy. Bohům a duchům přinášeli oběti, někdy i krvavé ve formě sobů. Od 19. století byli vystaveni christianizaci, ujal se u nich především kult svatého Mikuláše, jehož dodnes uctívají, často zároveň s původními duchy. Šamani byli zpravidla muži. Stejně jako jinde na Sibiři, používají rámový buben – penzer, který však nebývá zdobený malbou. Šamanský plášť nebyl tak významný jako např. u Evenků a Jakutů, nejdůležitější součástí šamanského oděvu je čepice s kovovými ozdobami, často ve tvaru paroží. Mezi uctívaná zvířata patřil sob, orel, u lesních Něnců především medvěd hnědý.